# San Pedro y Anexas
San Pedro y Anexas är en ort i Mexiko.   Den ligger i kommunen Dolores Hidalgo och delstaten Guanajuato, i den centrala delen av landet, 270 km nordväst om huvudstaden Mexico City. San Pedro y Anexas ligger 1 987 meter över havet och antalet invånare är 148.
Terrängen runt San Pedro y Anexas är huvudsakligen platt, men åt nordost är den kuperad. Runt San Pedro y Anexas är det ganska tätbefolkat, med 67 invånare per kvadratkilometer. Närmaste större samhälle är Dolores Hidalgo, 17,8 km sydväst om San Pedro y Anexas. Trakten runt San Pedro y Anexas består till största delen av jordbruksmark.